# Ochodaeus decoratus
Ochodaeus decoratus is een keversoort uit de familie Ochodaeidae. De wetenschappelijke naam van de soort is voor het eerst geldig gepubliceerd in 1904 door Arrow.